# حرفيات السلاسل النصية
حرفيات السلاسل النصية (بالإنجليزية: string literal)‏ أو السلسلة النصية المجهولة (بالإنجليزية: anonymous string)‏ هي نوع من الحرفيات في البرمجة لتمثيل قيمة السلسلة النصية في الكود المصدري لبرنامج حاسوب. غالبًا ما تكون في اللغات الحديثة عبارة عن تسلسل مقتبس من الأحرف (رسميًا «محددات معقوفة bracketed delimiters»)، كما هو الحال في x = "foo"، حيث يكون "foo" عبارة عن سلسلة نصية حرفية ذات قيمة foo - رموز الاقتباسات ليست جزءًا من القيمة، ويجب على المرء استخدام طريقة مثل تسلسلات الهروب لتجنب مشكلة تصادم المحدد والسماح للمحدِّدات نفسها أن تكون مضمنة في سلسلة نصية. ومع ذلك، هناك العديد من الترميزات البديلة لتحديد حرفية السلسلة النصية، ولا سيما الحالات الأكثر تعقيدًا، ويعتمد الترميز الدقيق على لغة البرمجة المعنية بشكل فردي. ومع ذلك، هناك بعض الإرشادات العامة التي تتبعها معظم لغات البرمجة الحديثة.